# Winston Jarrett
Winston Jarrett, né en 1940 à Lime Tree Gardens dans la paroisse de Saint Ann en Jamaïque, est un chanteur jamaïcain de reggae. Il fit partie du groupe The Flames qui accompagna Alton Ellis de 1965 à 1969 ; Après le départ de ce dernier pour l'Angleterre, Winston prit la tête du groupe qu'il rebaptisa The Righteous Flames. Il travailla pour Coxsone Dodd durant les années 1970.

## Biographie
Né en 1940 à Lime Tree Gardens, dans la paroisse de Sainte-Anne, Jarrett a grandi dans la région de Jones Town à Kingston après y avoir déménagé avec sa mère à l'âge de cinq ans. Là, il a appris à jouer de la guitare par Jimmy Cliff et Alton Ellis. Jarrett a été initié à l'industrie de la musique en tant que membre du groupe de soutien d'Alton Ellis, The Flames au début des années 1960, formé lorsque Eddie Perkins, son partenaire d'origine, a émigré aux États-Unis, en chantant notamment des titres tels que "Dancecrasher", "Cry Tough". "Rocksteady "et"Fille j'ai une date". Alors qu’avec Ellis, il a écrit des chansons telles que "Sunday Coming" et "True Born African". En 1967, Jarrett se sépare de la britannique Ellis et, avec Flame, Edgar "Egga" Gardner forme The Righteous Flames avec Junior Green et le trio enregistre sur le label Treasure Isle de Arthur "Duke" Reid, puis sur Clement "Coxsone. "Dodd de studio One étiquette. En 1969, ils ont également enregistré pour Lee "Scratch" Perry ("Zion je t'aime"). Dans les années 1970, ils étaient généralement qualifiés de "Winston Jarrett et les Justes Flammes". Parmi les membres des Justes Flammes se trouvait Danny Clarke, qui est parti pour former The Meditations en 1974. 
Dans les années 1970, fatigué d'enregistrer pour des tiers sans recevoir de paiement adéquat, Jarrett a auto-produit une grande partie de sa production et l'a publié sous ses propres étiquettes, Attra, Human Rights et Humble. Jarrett a enregistré en tant qu’artiste solo à la fin des années 1970 et 1980, en publiant l’album Wise Man en 1979 et Rocking Vibration en 1984. Il a reformé les Flames et en publiant l’album Jonestown à la fin des années 1980. Et Au début des années 1990, il a enregistré un album hommage à Bob Marley, mettant en vedette Peter Tosh et Bunny Wailer.

## Discographie
- 1974 : The Kingston Rock (Horace Andy & Winston Jarrett & The Wailers) - aka Earth Must Be Hell
- 1977 : Man Of The Ghetto
- 1979 : Wise Man
- 1980 : Ranking Ghetto Style
- 1984 : Rocking Vibration